# Plagiolepis schmitzi madeirensis
Plagiolepis schmitzi madeirensis é uma subespécie de insetos himenópteros, mais especificamente de formigas pertencente à família Formicidae.
A autoridade científica da subespécie é Emery, tendo sido descrita no ano de 1921.
Trata-se de uma subespécie presente no território português.